# 阿姆斯特丹传播学院
阿姆斯特丹传播学院（英語：Amsterdam School of Communication Research，缩写为ASCoR）是阿姆斯特丹大学下属的一所传播科学教育和研究机构。